# Buziásfürdői park
A buziásfürdői parkot 1815-ben létesítették a város északi részén, hogy a gyógykezelésre érkező látogatóknak kellemes, pihentető környezetet nyújtsanak. Nagyméretű kiépítése a 19. század második felében történt. A parkban helyezkedtek el a fürdők, kutak, és egyéb létesítmények; a park körül pedig a villák, ahol a fürdővendégek megszálltak. A 20. század végén elhanyagolták, a legtöbb épület lepusztult. A 21. század elején megkezdték egyes létesítmények felújítását.
A parkot és környékét országos jelentőségű műemlékként tartják nyilván; a romániai műemlékek jegyzékében TM-II-a-A-06191 szám alatt szerepel.

## Története
A buziási ásványvizek gyógyító hatását 1811-ben tudományosan is igazolták, és már a következő évben megjelentek az első fürdővendégek. A parkot 1815-ben kezdték kiépíteni; 1816-ban felépítették a park első létesítményeit, kiépítették a forrásokat. Az 1850-es években emelték az első szállókat, villákat, és a gyógytermet; rendezték és kibővítették a parkot. A következő évtizedekben felépültek a fürdőházak, medencék, és a park látványosságának tartott bizánci stílusú fedett sétány (kolonnád), amely esős időben is lehetővé tette a sétát a parkban. A 20. század elején egy nagy hozamú forrás vizével egy mesterséges tavat töltöttek fel, melyen csónakázni is lehetett, azonban később lecsapolták. Az egzotikus növények termesztéséhez melegházakat is létesítettek.
A 20. század végén a hiánygazdaság, majd a rendezetlen tulajdonviszonyok eredményeként a park és környéke lepusztult, a legtöbb régi létesítmény az enyészeté lett, az ivókutak eldugultak, a romos épületekkel és kóbor kutyákkal teli hely visszatetsző kinézetet öltött. A 21. század elején lassú fejlődés kezdődött: a kezelőbázist és néhány szállodát korszerűsítettek, újra megnyitották az ásványvizes medencét, a fedett sétányt kijavították és felújították.

## Leírása
27 hektáros park a város központjában (a 19. században még az északi részén). Délen a Főutca (Strada Principală), északon a Trefort utca (Strada Avram Iancu) határolja. Észak-déli irányban a Király utca (Strada Florilor) szeli ketté. A parkban megtalálhatóak a tűlevelű (fenyő, jegenyefenyő, tuja) és lombhullató (platán, hárs, juhar, nyír, fűz) fák, a virágok közül pedig jellemző a tulipán, kardvirág, kankalin, bazsarózsa, szegfű, jácint. A József-forrás közelében látható platánt 1821-ben ültették.
A parknak nincs meghonosodott és/vagy hivatalos neve.

### Fő létesítmények

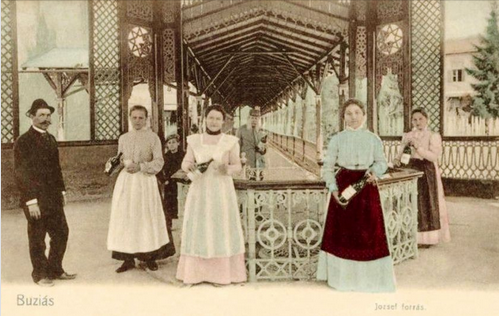
Borvíztöltő lányok a Kollonád előtt

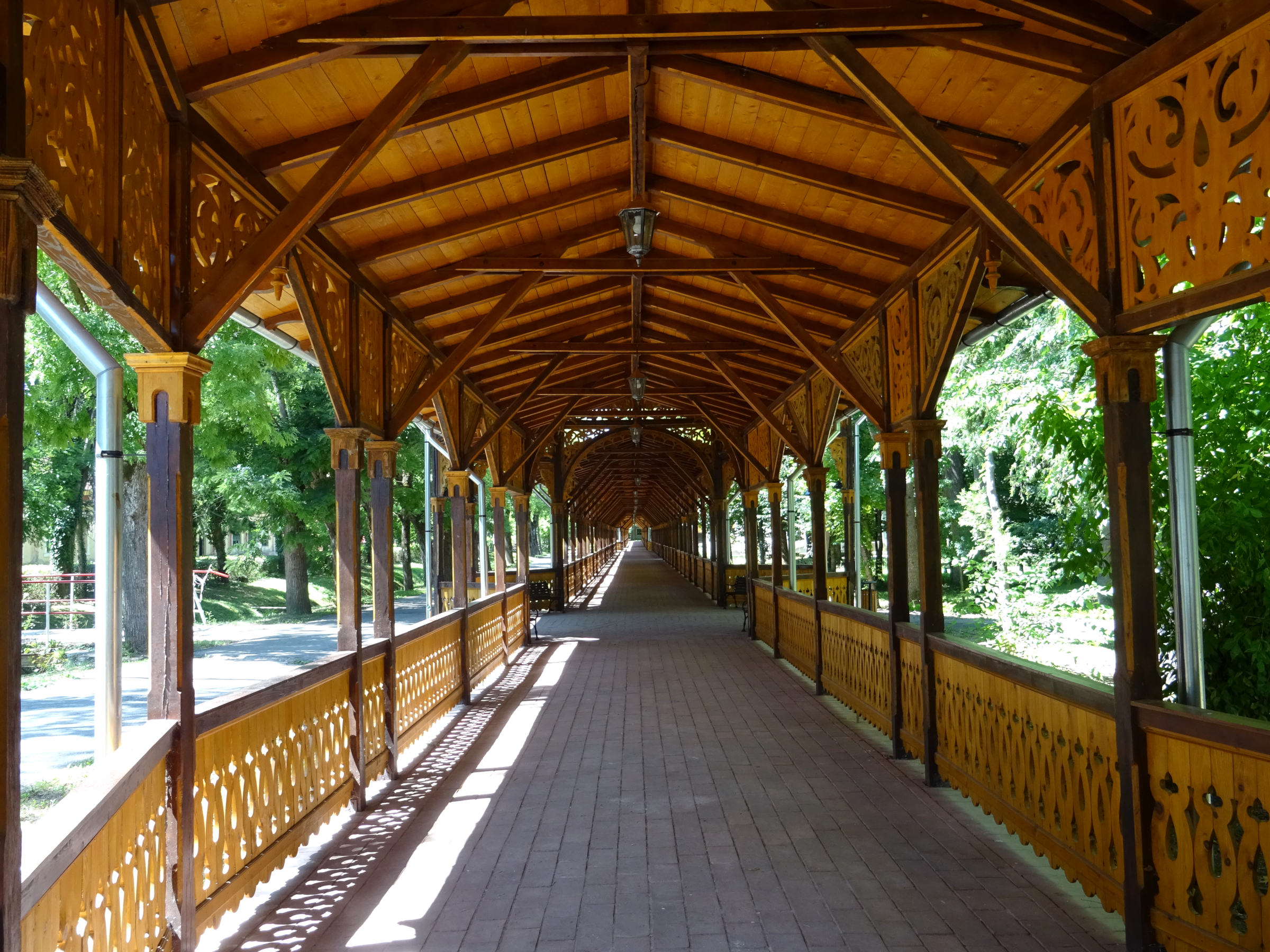
A park legismertebb létesítménye az 512 méter hosszú, bizánci stílusú fedett sétány (kolonnád), melyet 1856 és 1875 között építettek Stammer Vilmos tervei alapján. A sétány összekötötte a hidegfürdőt, a gyógytermet, a Bazár-szállót és a József-, Mihály- és a későbbi Szent Antal-forrásokat, esős időben is lehetővé téve a sétát.[10][11] 2016–2017-ben régi pompájában felújították. Egyes források szerint Ferenc József építtette a fedett sétányt felesége, Sisi számára,[6] azonban ez városi legenda.
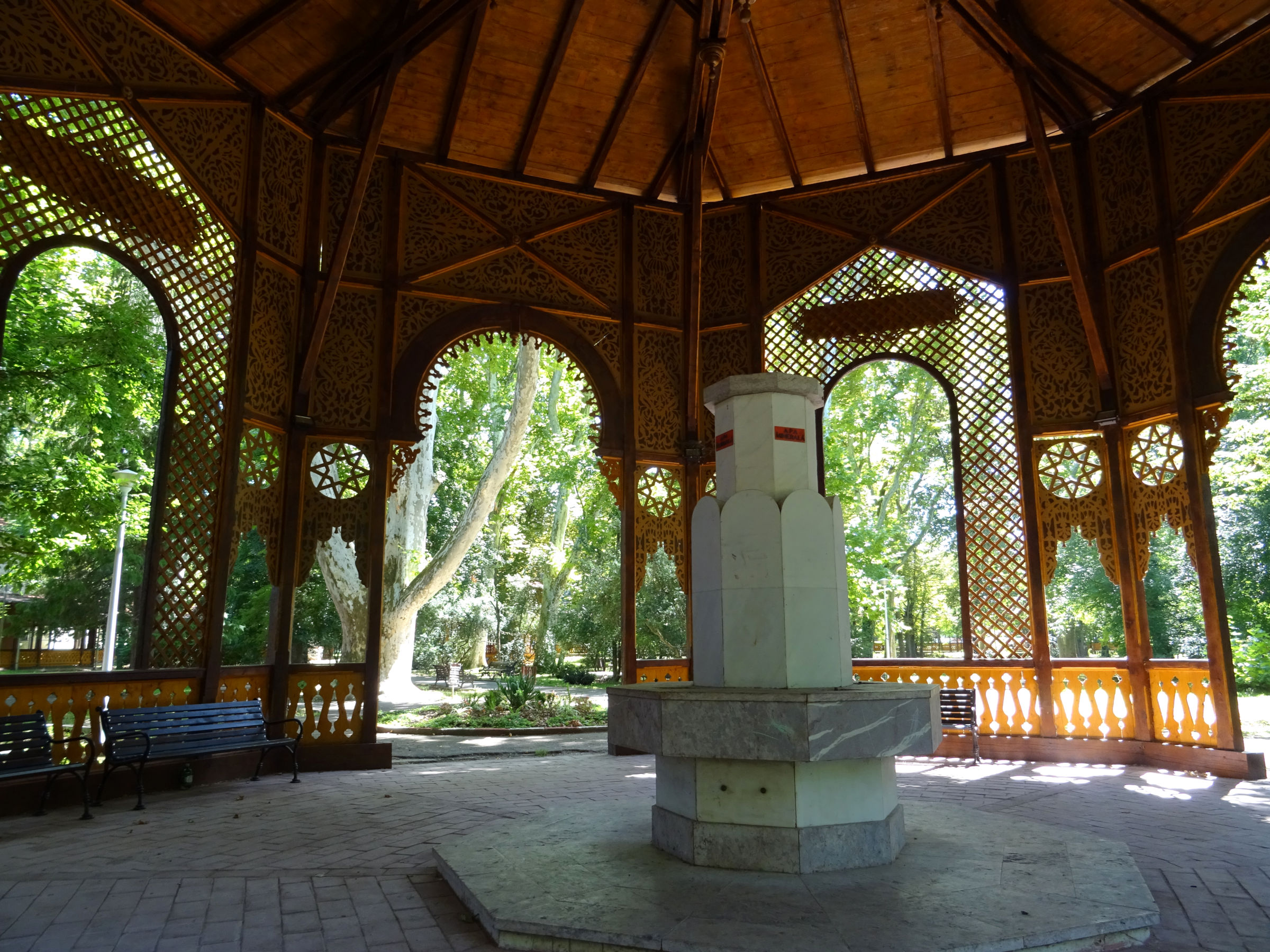
A József-forrás és kupolája
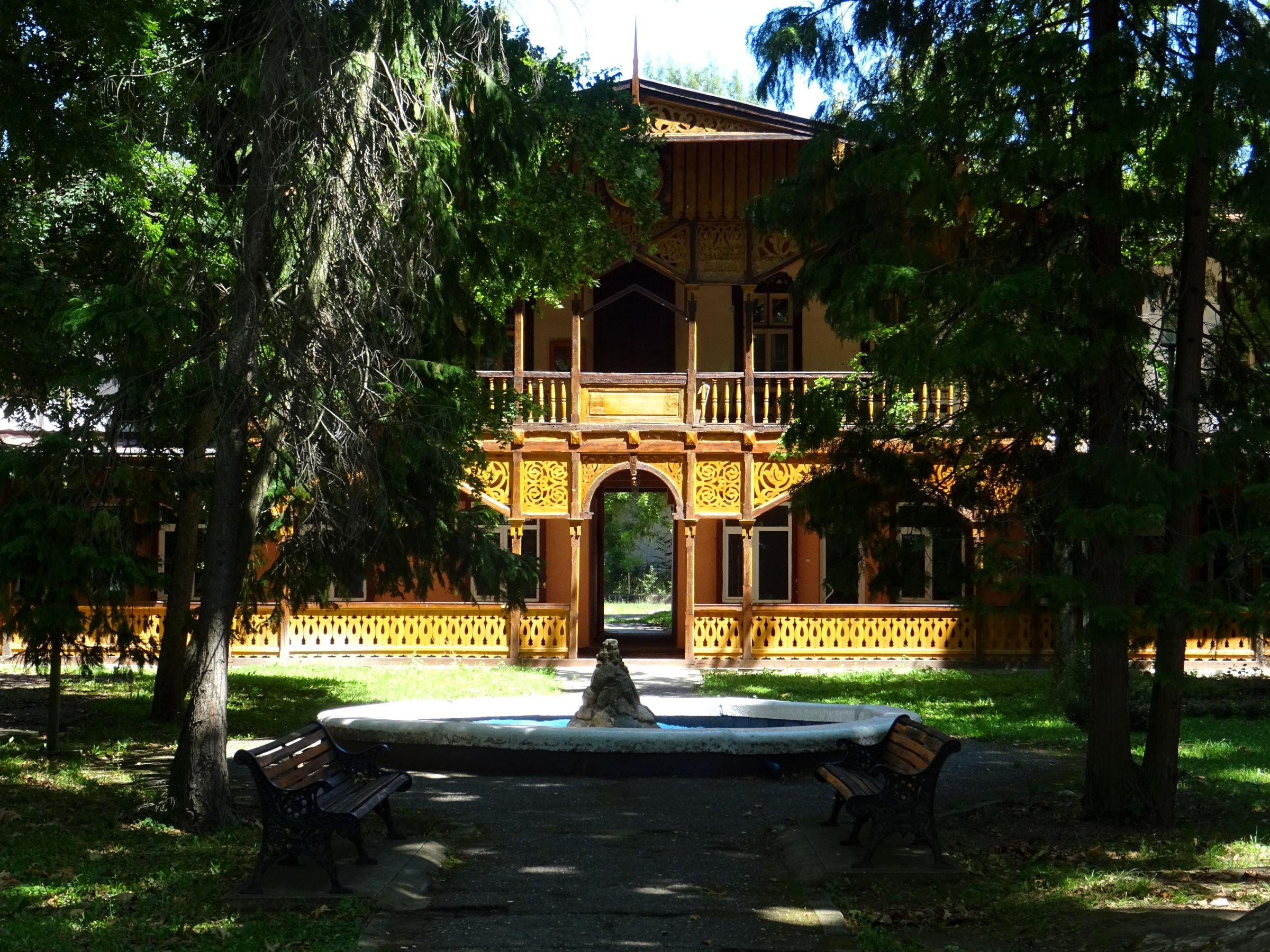
A Bazár-szálló
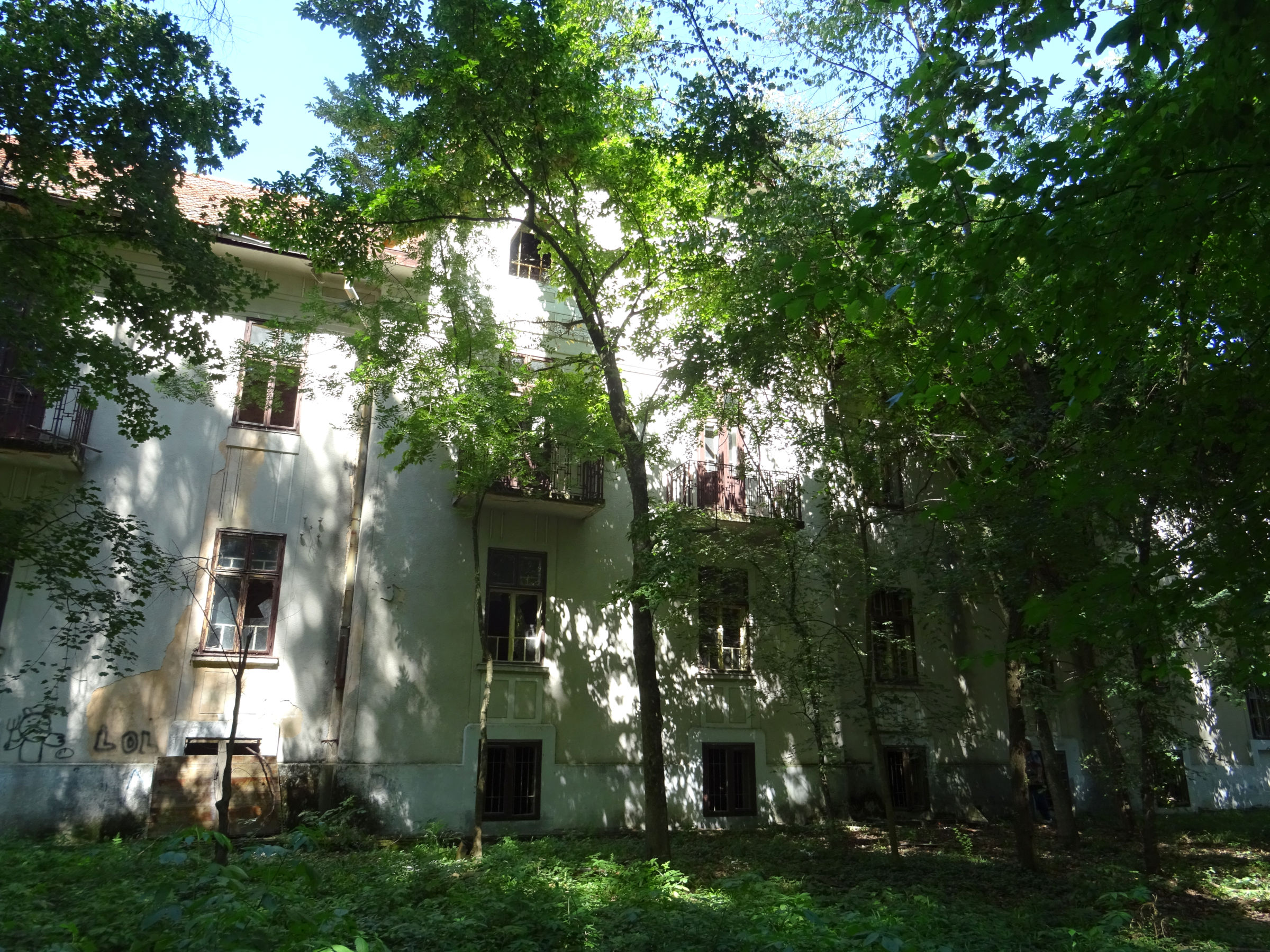
A pusztuló Muschong-szálló

- A hideg- vagy tükörfürdő 1853-ban létesült a park nyugati részén. 1867-ben átépítették és korszerű berendezésekkel látták el.[5] Jelenleg romokban áll.
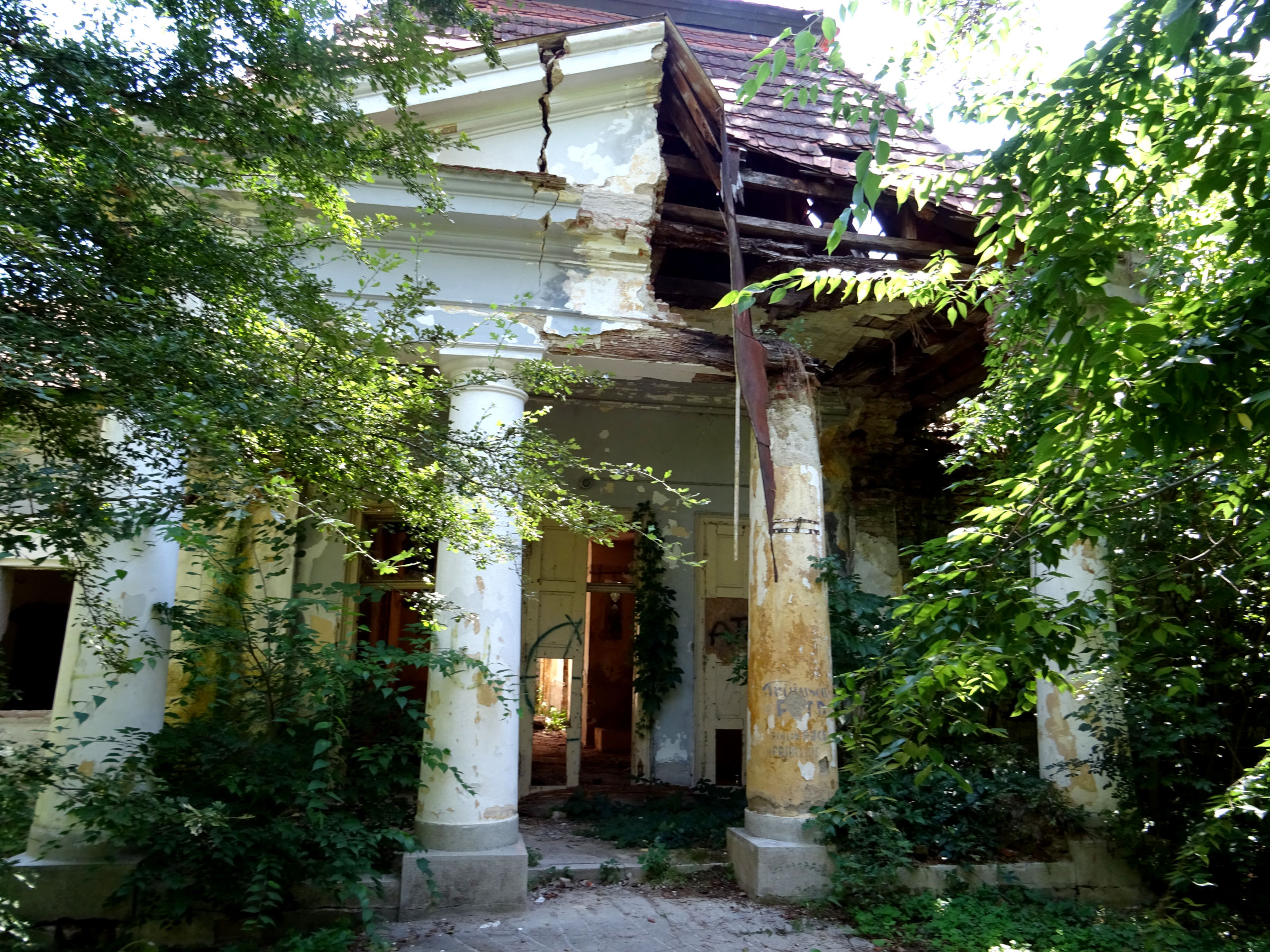
A meleg- vagy acélfürdő 1856-ban nyílt meg a park keleti részén; az ásványvizet Czernicki-kalorizátorokkal melegítették. Itt iszapkezelés is folyt; a meleg vízzel franzensbadi iszapot oldottak fel, majd pakolásokat végeztek.[5] Jelenleg romokban áll.
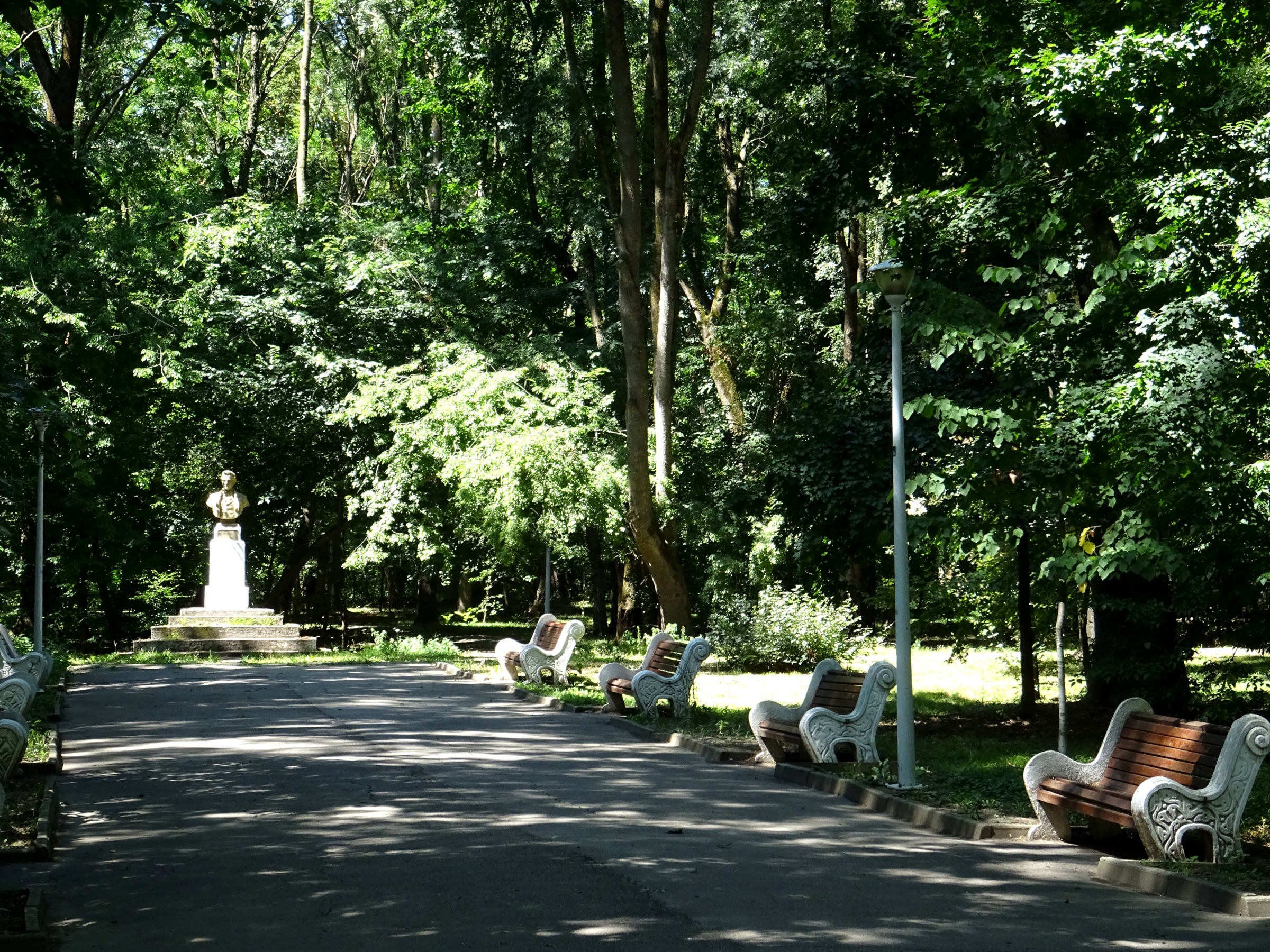
Sétány

- A gyógyterem (Kursalon) vagy kaszinó 1856-ban nyílt meg, vendéglő és kávéház is tartozott hozzá.
- 1874-ben itt nyílt meg Európa legelső ásványvizes medencéje.[3]